# قائمة مؤلفات غادة السمان
هذه قائمة مؤلفات غادة السمان.

## مؤلفاتها

### الأعمال الشعرية
| العنوان                   | سنة نشر الطبعة الأولى | دار النشر المدينة، الدولة        | ملاحظات | م     |
| ------------------------- | --------------------- | -------------------------------- | ------- | ----- |
| حب                        | 1973                  | دار الآداب بيروت، لبنان          | شعر     | [ 1 ] |
| أعلنت عليك الحب           | 1976                  | منشورات غادة السمان بيروت، لبنان | شعر     | [ 1 ] |
| أشهد عكس الريح            | 1987                  | منشورات غادة السمان بيروت، لبنان | شعر     | [ 1 ] |
| عاشقة في محبرة            | 1995                  | منشورات غادة السمان بيروت، لبنان | شعر     | [ 1 ] |
| رسائل الحنين إلى الياسمين | 1996                  | منشورات غادة السمان بيروت، لبنان | شعر     | [ 1 ] |
| الأبدية لحظة حب           | 1999                  | منشورات غادة السمان بيروت، لبنان | شعر     | [ 1 ] |
| الرقص مع البوم            | 2003                  | منشورات غادة السمان بيروت، لبنان | شعر     | [ 1 ] |
| الحبيب الافتراضي          | 2005                  | منشورات غادة السمان بيروت، لبنان | شعر     | [ 1 ] |
| القلب العاري.. عاشقًا      | 2008                  | منشورات غادة السمان بيروت، لبنان | شعر     | [ 1 ] |
| عاشقة الحرية              | 2010                  | منشورات غادة السمان بيروت، لبنان | شعر     | [ 1 ] |

### مجموعات قصصية
| العنوان              | سنة نشر الطبعة الأولى | دار النشر المدينة، الدولة        | ملاحظات      | م     |
| -------------------- | --------------------- | -------------------------------- | ------------ | ----- |
| لا بحر في بيروت      | 1963                  | دار الآداب بيروت، لبنان          | مجموعة قصصية | [ 1 ] |
| ليل الغرباء          | 1967                  | دار الآداب بيروت، لبنان          | مجموعة قصصية | [ 1 ] |
| رحيل المرافئ القديمة | 1973                  | دار الآداب بيروت، لبنان          | مجموعة قصصية | [ 1 ] |
| زمن الحب الآخر       | 1978                  | منشورات غادة السمان بيروت، لبنان | مجموعة قصصية | [ 1 ] |
| القمر المربع         | 1998                  | منشورات غادة السمان بيروت، لبنان | مجموعة قصصية | [ 1 ] |

### روايات
| العنوان                       | سنة نشر الطبعة الأولى | دار النشر المدينة، الدولة        | ملاحظات | م     |
| ----------------------------- | --------------------- | -------------------------------- | ------- | ----- |
| بيروت 75                      | 1975                  | دار الآداب بيروت، لبنان          | رواية   | [ 1 ] |
| كوابيس بيروت                  | 1976                  | دار الآداب بيروت، لبنان          | رواية   | [ 1 ] |
| ليلة المليار                  | 1986                  | منشورات غادة السمان بيروت، لبنان | رواية   | [ 1 ] |
| الرواية المستحيلة             | 1997                  | منشورات غادة السمان بيروت، لبنان | رواية   | [ 1 ] |
| سهرة تنكرية للموتى            | 2003                  | منشورات غادة السمان بيروت، لبنان | رواية   | [ 1 ] |
| يا دمشق وداعًا: فسيفساء التمرد | 2015                  | منشورات غادة السمان بيروت، لبنان | رواية   | [ 1 ] |

### نصوص ومقالات وحوارات
| العنوان                                 | سنة نشر الطبعة الأولى | دار النشر المدينة، الدولة        | ملاحظات | م     |
| --------------------------------------- | --------------------- | -------------------------------- | --- | ----- |
| غربة تحت الصفر                          | 1986                  | منشورات غادة السمان بيروت، لبنان | مجموعة نصوص في أدب الرحلات | [ 1 ] |
| القلب نورس وحيد                         | 1998                  | منشورات غادة السمان بيروت، لبنان | مجموعة نصوص في أدب الرحلات | [ 1 ] |
| رعشة الحرية                             | 2003                  | منشورات غادة السمان بيروت، لبنان | مجموعة نصوص في أدب الرحلات | [ 1 ] |
| شهوة الأجنحة                            | 2006                  | منشورات غادة السمان بيروت، لبنان | مجموعة نصوص في أدب الرحلات | [ 1 ] |
| الأعماق المحتلة                         | 1987                  | منشورات غادة السمان بيروت، لبنان | مجموعة نصوص | [ 1 ] |
| رسائل غسان كنفاني إلى غادة السمان       | 1992                  | منشورات غادة السمان بيروت، لبنان | مجموعة رسائل | [ 1 ] |
| زمن الحب الآخر                          | 1966                  | منشورات غادة السمان بيروت، لبنان | مجموعة نصوص بين قصة طويلة ومسرحية وقصص قصيرة. هذا الكتاب الأول ضمن سلسلة الأعمال غير الكاملة لغادة السمان.                    | [ 1 ] |
| الجسد حقيبة سفر                         | 1996                  | منشورات غادة السمان بيروت، لبنان | مجموعة نصوص في أدب الرحلات. هذا الكتاب الثاني ضمن سلسلة الأعمال غير الكاملة لغادة السمان.                                     | [ 1 ] |
| السباحة في بحيرة الشيطان                | 1979                  | منشورات غادة السمان بيروت، لبنان | نص في علم النفس الموازي. هذا الكتاب الثالث ضمن سلسلة الأعمال غير الكاملة لغادة السمان.                                        | [ 1 ] |
| ختم الذاكرة بالشمع الأحمر               | 1979                  | منشورات غادة السمان بيروت، لبنان | مجموعة نصوص ومقالات. هذا الكتاب الرابع ضمن سلسلة الأعمال غير الكاملة لغادة السمان.                                            | [ 1 ] |
| اعتقال لحظة هاربة                       | 1979                  | منشورات غادة السمان بيروت، لبنان | الكتاب الخامس ضمن سلسلة الأعمال غير الكاملة لغادة السمان.                                                                     | [ 1 ] |
| مواطنة متلبسة بالقراءة                  | 1979                  | منشورات غادة السمان بيروت، لبنان | مجموعة مقالات نقدية. هذا الكتاب السادس ضمن سلسلة الأعمال غير الكاملة لغادة السمان.                                            | [ 1 ] |
| الرغيف ينبض كالقلب                      | 1991                  | منشورات غادة السمان بيروت، لبنان | مجموعة مقالات. هذا الكتاب السابع ضمن سلسلة الأعمال غير الكاملة لغادة السمان.                                                  | [ 1 ] |
| ع غ تتفرّس                               | 1980                  | منشورات غادة السمان بيروت، لبنان | مجموعة مقالات. هذا الكتاب الثامن ضمن سلسلة الأعمال غير الكاملة لغادة السمان.                                                  | [ 1 ] |
| صفارة إنذار داخل رأسي                   | 1980                  | منشورات غادة السمان بيروت، لبنان | مجموعة نصوص ومقالات. هذا الكتاب التاسع ضمن سلسلة الأعمال غير الكاملة لغادة السمان.                                            | [ 1 ] |
| كتابات غير ملتزمة                       | 1980                  | منشورات غادة السمان بيروت، لبنان | مجموعة مقالات نقدية. هذا الكتاب العاشر ضمن سلسلة الأعمال غير الكاملة لغادة السمان.                                            | [ 1 ] |
| الحب من الوريد إلى الوريد               | 1980                  | منشورات غادة السمان بيروت، لبنان | مجموعة نصوص. هذا الكتاب الحادي عشر ضمن سلسلة الأعمال غير الكاملة لغادة السمان.                                                | [ 1 ] |
| القبيلة تستجوب القتيلة                  | 1981                  | منشورات غادة السمان بيروت، لبنان | مجموعة نصوص وحوارات. هذا الكتاب الأول ضمن سلسلة الأحاديث والمقابلات، والثاني عشر ضمن سلسلة الأعمال غير الكاملة لغادة السمان.  | [ 1 ] |
| البحر يحاكم سمكة                        | 1986                  | منشورات غادة السمان بيروت، لبنان | مجموعة نصوص وحوارات. هذا الكتاب الثاني ضمن سلسلة الأحاديث والمقابلات، والثالث عشر ضمن سلسلة الأعمال غير الكاملة لغادة السمان. | [ 1 ] |
| تسكع داخل جرح                           | 1988                  | منشورات غادة السمان بيروت، لبنان | مجموعة نصوص وحوارات. هذا الكتاب الثالث ضمن سلسلة الأحاديث والمقابلات، والرابع عشر ضمن سلسلة الأعمال غير الكاملة لغادة السمان. | [ 1 ] |
| محاكمة حب                               | 2004                  | منشورات غادة السمان بيروت، لبنان | مجموعة نصوص وحوارات. هذا الكتاب الرابع ضمن سلسلة الأحاديث والمقابلات، والخامس عشر ضمن سلسلة الأعمال غير الكاملة لغادة السمان. | [ 1 ] |
| امرأة عربية... وحرّة                     | 2006                  | منشورات غادة السمان بيروت، لبنان | مجموعة مقالات نُشرت ما بين عامي 1961 و2005. هذا الكتاب السادس عشر ضمن سلسلة الأعمال غير الكاملة لغادة السمان.                  | [ 1 ] |
| ستأتي الصبية لتعاتبك: بدايات زمن التمرد | 2009                  | منشورات غادة السمان بيروت، لبنان | مجموعة نصوص وحوارات. هذا الكتاب الخامس ضمن سلسلة الأحاديث والمقابلات، والسابع عشر ضمن سلسلة الأعمال غير الكاملة لغادة السمان. | [ 1 ] |
| استجواب متمردة                          | 2011                  | منشورات غادة السمان بيروت، لبنان | مجموعة نصوص وحوارات. هذا الكتاب السادس ضمن سلسلة الأحاديث والمقابلات، والثامن عشر ضمن سلسلة الأعمال غير الكاملة لغادة السمان. | [ 1 ] |
| حكايات حب عابرة                         | 2011                  | منشورات غادة السمان بيروت، لبنان | مجموعة نصوص وحوارات. هذا الكتاب السابع ضمن سلسلة الأحاديث والمقابلات، والتاسع عشر ضمن سلسلة الأعمال غير الكاملة لغادة السمان. | [ 1 ] |

### ترجمات
| العنوان         | سنة نشر الطبعة الأولى | دار النشر المدينة، الدولة      | ملاحظات                                   | م     |
| --------------- | --------------------- | ------------------------------ | ----------------------------------------- | ----- |
| الشعوب والبلدان | 1959                  | منشورات مكتبة أطلس دمشق، سوريا | نص لمارغريت ميد، تُرجم من قبل غادة السمان. | [ 1 ] |